# Kaiserstraße (Karlsruhe)
Die Kaiserstraße ist die Haupteinkaufsstraße der deutschen Großstadt Karlsruhe.

## Lage und Verlauf

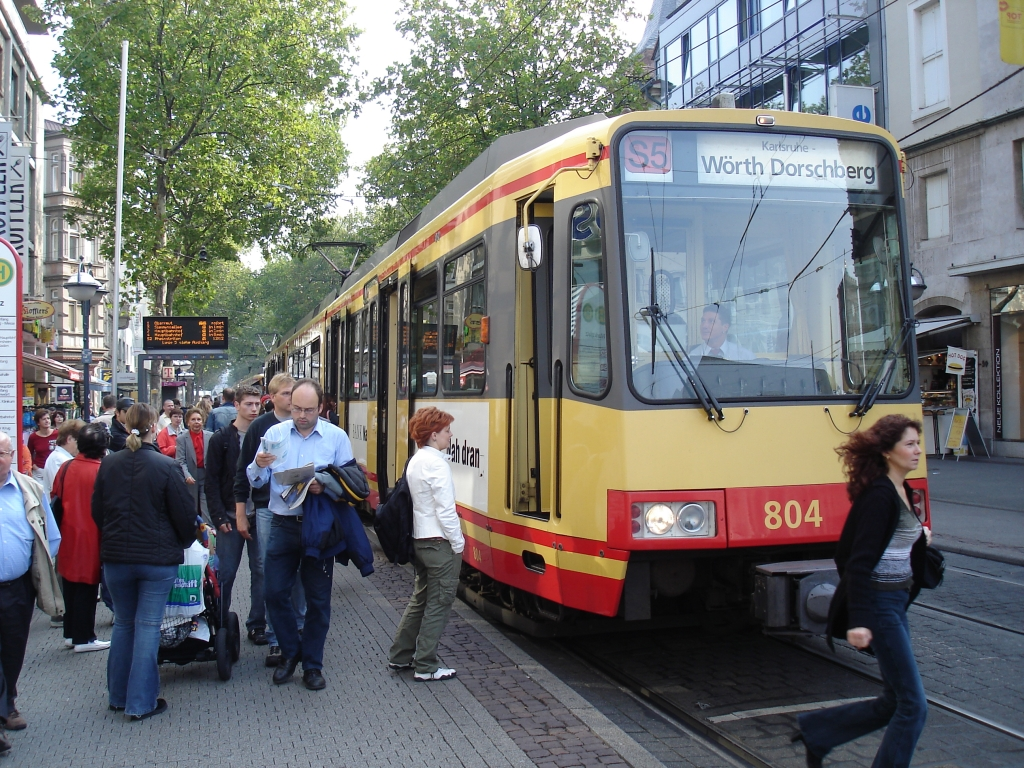
Stadtbahn an der Haltestelle Marktplatz (2005)

Die Kaiserstraße durchquert annähernd in Ost-West-Richtung und in gerader Linie über etwa zwei Kilometer die Karlsruher Stadtteile Innenstadt-Ost und Innenstadt-West. Sie verläuft vom Durlacher Tor zum Kaiserplatz und tangiert den Berliner Platz, den Kronenplatz, den Marktplatz und den Europaplatz. In unterschiedlich spitzen Winkeln schneidet sie die neun aufs Schloss zulaufenden Fächerstraßen des strahlenförmigen Innenstadtgrundrisses. Am Marktplatz trifft sie im rechten Winkel auf die Karl-Friedrich-Straße, die zentrale Nord-Süd-Achse des Stadtgrundrisses.
Im östlichen Bereich zwischen Durlacher Tor und Kronenplatz liegt nördlich der Straße das Universitätsgelände Campus Süd des Karlsruher Instituts für Technologie und südlich davon das auch als Altstadt bezeichnete ehemalige Tagelöhnerviertel und Sanierungsgebiet Dörfle. Nahe beim Durlacher Tor mündet vom Dörfle kommend die Brunnenstraße etwa in einem 45-Grad-Winkel in die Kaiserstraße ein. Sie ist als Kontakthof für die Prostitution durch Sichtblenden abgeriegelt. Die Brunnenstraße zwischen der Kaiserstraße und der Zähringerstraße ist vom Karlsruher Sperrbezirk ausgenommen. Damit ist die Kaiserstraße eine der wenigen Haupteinkaufsstraßen in Deutschland, in deren nächstem Umfeld Prostitution legal ausgeübt werden kann.
Zwischen der Fritz-Erler-Straße und der Douglasstraße (am Europaplatz) ist die Kaiserstraße Fußgängerzone mit zahlreichen angesiedelten Einzelhandelsgeschäften. Das eigentliche Einzelhandels- und Dienstleistungszentrum Karlsruhes befindet sich im westlichen Bereich der Fußgängerzone zwischen Markt- und Europaplatz. Hier liegen mehrere Kaufhäuser, darunter Karstadt (ehemals Warenhaus Geschwister Knopf) und das Einkaufszentrum Postgalerie in der ehemaligen Hauptpost am Europaplatz.
Die Kaiserstraße war eine stark frequentierte Straßenbahn- und Stadtbahn-Strecke, die auch von Linien des Karlsruher Modells aus dem Umland direkt durchquert wurde. Von 2010 bis Dezember 2021 wurde die Kaiserstraße untertunnelt, um im Rahmen der Kombilösung den Schienenverkehr unter die Erde zu verlegen.
Am Durlacher Tor läuft die Kaiserstraße auf den neugotischen Turm der St. Bernharduskirche zu, der hier die Blickachse abschließt und mit knapp 88 m eines der höchsten Gebäude in Karlsruhe ist. Die Straße knickt hier leicht nach Süden ab und verläuft als Durlacher Allee weiter nach Osten ins Zentrum von Durlach. In Richtung Westen verläuft die Straße hinter dem Kaiserplatz und dem Mühlburger Tor als Kaiserallee gerade weiter durch die Weststadt nach Mühlburg, wo sie in die Rheinstraße übergeht und Am Entenfang auf die Bundesstraße 36 und die Südtangente trifft.

## Geschichte

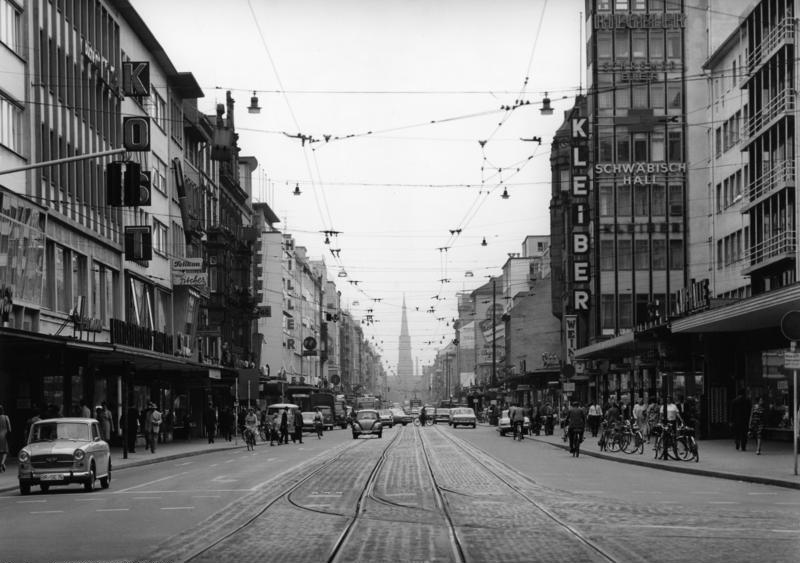
Im Jahr 1966 war die Kaiserstraße noch keine Fußgängerzone. Blick vom Europaplatz aus ostwärts.

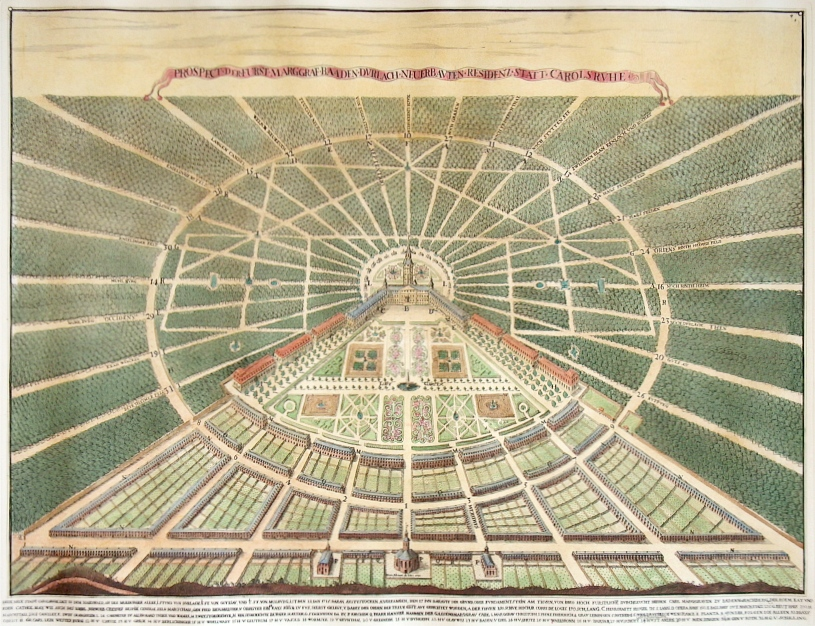
Frühe Stadtansicht von 1721 mit der heutigen Kaiserstraße am unteren Rand

### Name
Die Kaiserstraße erhielt ihren heutigen Namen am 21. Mai 1879 aus Anlass der Goldenen Hochzeit von Kaiser Wilhelm I. und Kaiserin Augusta. Zuvor hieß sie seit etwa 1760 Lange Straße oder Lang Gass, im Bereich östlich der Waldhornstraße anfangs Pfannenstihl und später Friedrichs Straße. In der ersten Hälfte des 18. Jahrhunderts waren unterschiedliche Bezeichnungen üblich wie Landstraße, Landstraß auf Mühlburg, Groß Allee von Mühlburg, Große Straße oder Breite Straß.

### Entwicklung
Die Straße existierte bereits vor der Karlsruher Stadtgründung (1715) als Landstraße durch den Hardtwald. Sie verband die Städte Durlach und Mühlburg, die heute Karlsruher Stadtteile sind, und verlief über Gottesaue. In der frühen Phase der Planstadt Karlsruhe bildete die Landstraße die Basis und den südlichen Abschluss des fächerförmigen Grundrisses. Ab 1719 entstanden Gebäude entlang der Straße. Aufgrund der verkehrsgünstigen Lage war die Kaiserstraße von Anfang an eine beliebte Adresse für Gewerbetreibende. Ebenfalls ab 1719 wurde, dem Schloss zentral gegenüberliegend, am Südrand der Straße die Konkordienkirche gebaut, die 1807 der Stadterweiterung nach Süden und der Vergrößerung des Marktplatzes weichen musste.
Im Zweiten Weltkrieg wurde die Kaiserstraße durch Luftangriffe stark zerstört. Bis Ende 1947 waren die Trümmer geräumt und ein Ideenwettbewerb Kaiserstraße wurde ausgeschrieben. Der Wiederaufbau erfolgte als Neubau mit Denkmalsinseln, es entstand eine nach damaligen Maßstäben moderne Geschäftsstraße. Im Bereich zwischen Markt- und Europaplatz wurde die südliche Häuserfront ab dem ersten Obergeschoss um sechs Meter zurückgesetzt, um die Beleuchtung der Straße zu verbessern. Für die Anlieferung wurden Wirtschaftsstraßen im rückwärtigen Bereich angelegt.
Zwischen 1972 und 1984 entstand schrittweise die Fußgängerzone in der Kaiserstraße. Die Einweihung des ersten Teilstücks zwischen Herren- und Ritterstraße war am 6./7. September 1974. Im Oktober 1984 war der autofreie Bereich vom Europaplatz bis zum Kronenplatz fertig.
Um der starken Konzentration von Handel und Dienstleistungen in der Karlsruher Innenstadt auf den linearen Bereich der Kaiserstraße entgegenzuwirken und die südliche Innenstadt zu beleben, genehmigte die Stadt etwa 300 m südlich davon das 2005 eröffnete Einkaufszentrum Ettlinger Tor Karlsruhe. 2023 wurde der Fahrradverkehr auf der Straße wegen mehrerer Unfälle komplett untersagt.